# Miguel Servet, la sangre y la ceniza
Miguel Servet, la sangre y la ceniza es una serie española de televisión, emitida por TVE en 1989, adaptación de la obra de teatro La sangre y la ceniza, de Alfonso Sastre.

## Argumento
La serie recrea la vida del científico español Miguel Servet desde su nacimiento hasta su ejecución por blasfemia en 1553.

## Reparto
- Juanjo Puigcorbé ... Miguel Servet
- José Luis Pellicena ... Juan Calvino
- José Soriano ... Juan Ecolampadio
- Patrick Bauchau ... Champier
- Jacques Sernas ... Gaspar Trechsel
- Magüi Mira ... Wibrandis
- Enrique San Francisco ... Jutton
- Mercedes Sampietro ... Doña Catalina
- Fernando Hilbeck ... Palmier
- Fabià Matas ... Juan Servet
- Jesús Bonilla ... Fray Pepín
- Walter Vidarte ... Abel Poupin
- Eduardo MacGregor ...  Frellon
- Josep Maria Pou ... Inquisidor
- Lolo García ... Miguel Servet, niño

## Listado de episodios
1 - Tiempos de apocalipsis
2 - El hermano perdido
3 - Entre París y Lyon
4 - El corazón y las estrellas
5 - Un caballero andante o El hombre clandestino
6 - La batalla del cielo
7 - Pasión y muerte